# 카티프
카티프(아랍어: القطيف)는 사우디아라비아 동부주의 도시로, 담맘 북쪽과 페르시아만 서안에 위치하며 인구는 474,573명(2004년 기준)이다. 사우디아라비아의 농업과 어업의 중심지이며 농민과 어민, 석유 산업 종사자가 주민의 대다수를 차지한다. 시내에는 뛰어난 교육 시설과 의료 시설이 많으며 주로 학교와 보건소, 병원이 들어서 있다.석유와 가스 산업 센터와 거기 어디에 사우디 아라비아에서 가장 큰 석유 필드 Qatif 분야
오천년 BC 지역의 역사로 인하여

## 같이 보기
- 사우디아라비아의 도시 목록